# راشيل هورد - وود
راشيل هورد - وود (بالإنجليزية: Rachel Clare Hurd-Wood) هي عارضة وممثلة بريطانية، ولدت في 17 أغسطس 1990 في المملكة المتحدة. بدأت مشوارها المهني سنة 2002، ومن الجوائز التي نالتها 30th Saturn Awards ‏ سنة 2004.

## أعمال

### أفلام
- (2003) بيتر بان[5][6]
- (2006)  قصة قاتل
- (2009) سليمان كين
- (2010) غدا

## جوائز
- 30th Saturn Awards [الإنجليزية]‏ (2004)

## وصلات خارجية
- راشيل هورد - وود على موقع IMDb (الإنجليزية)
- راشيل هورد - وود على موقع ألو سيني (الفرنسية)
- راشيل هورد - وود على موقع أول موفي (الإنجليزية)
- راشيل هورد - وود على موقع قاعدة بيانات الأفلام السويدية (السويدية)
- راشيل هورد - وود على موقع إن إن دي بي (الإنجليزية)
- راشيل هورد - وود على موقع قاعدة بيانات الفيلم (الإنجليزية)
- راشيل هورد - وود على موقع كينوبويسك (الروسية)